# Avio Lucioli
Avio Lucioli (Firenze, 1º settembre 1928 – Campi Bisenzio, 23 dicembre 2021) è stato un martellista italiano.

## Biografia
Nato nel 1928 a Firenze, a 23 anni partecipò ai Giochi olimpici di Helsinki 1952 nel lancio del martello, venendo eliminato nelle qualificazioni, 26º con la misura di 48,74 m, senza dunque riuscire a raggiungere i 49 m che gli avrebbero dato accesso alla finale.
Fu campione italiano nel lancio del martello nel 1958 con 57,73 m.

## Palmarès
| Anno | Manifestazione  | Sede     | Evento              | Risultato | Prestazione | Note |
| ---- | --------------- | -------- | ------------------- | --------- | ----------- | ---- |
| 1952 | Giochi olimpici | Helsinki | Lancio del martello | 26º (q)   | 48,74 m     |      |

## Campionati nazionali
- 1 volta campione nazionale nel lancio del martello (1958)

1953
- Bronzo ai campionati italiani assoluti, lancio del martello - 49,35 m

1955
- Bronzo ai campionati italiani assoluti, lancio del martello - 49,78 m

1958
- Oro ai campionati italiani assoluti, lancio del martello - 57,73 m